# 硕放桥
31°28′21″N 120°24′14″E / 31.47248°N 120.40383°E
硕放桥，也称硕放大桥，是位于中华人民共和国江苏省无锡市新吴区机场南路的一座大桥，跨京杭大运河。

## 特点
硕放大桥跨运河，地处硕放与新安交界处。1964年建，为硕后公路上的混凝土桥。1993年重建硕放桥。2008年，苏南运河无锡段启动运河航道升级改造工程中，新建硕放大桥。2012年1月12日，该桥通过交工验收。